# Maria Gabriella in Baviera
Duchessa Maria Gabriella in Baviera (in tedesco: Marie Gabriele Mathilde Isabella Antoinette Sabina Herzogin in Bayern; Tegernsee, 9 ottobre 1878 – Sorrento, 24 ottobre 1912) nata duchessa in Baviera, fu la consorte di Rupprecht, principe della Corona di Baviera.

## Biografia

### Infanzia
I suoi genitori furono il Duca Carlo Teodoro in Baviera, parente dei Re di Baviera e oculista di fama mondiale, e della sua seconda moglie Maria José di Braganza, una figlia di Re Michele I, l'esiliato sovrano del Portogallo. Le sue zie paterne furono l'Imperatrice Elisabetta d'Austria (Sissi) e l'ultima Regina Consorte delle Due Sicilie Maria Sofia mentre una delle sue sorelle fu la Regina Elisabetta dei Belgi, consorte di Alberto I.

### Matrimonio
Il 10 luglio 1900 a Monaco di Baviera, Maria Gabriella sposò suo cugino di secondo grado il Principe Rupprecht di Baviera. Rupprecht era il figlio maggiore del Principe Ludovico di Baviera (in seguito Principe Reggente e Re di Baviera) e di Maria Teresa d'Austria-Este. Dopo il loro matrimonio, la coppia si stabilì a Bamberga in Baviera, dove Rupprecht era a capo di un corpo d'armata. I loro primi due figli nacquero lì.
La coppia viaggiò molto. Per esempio, si recarono in Giappone ritornando sulla via degli Stati Uniti nel 1903. Il viaggio in Giappone fu di natura scientifica, e la coppia fu accompagnata da un famoso professore dell'Università di Monaco di Baviera. Maria Gabriella scrisse a casa con molto entusiasmo del loro viaggio. Come i suoi genitori, era una grande amante delle scienze e della natura, così come della poesia e della musica.
Mentre era in Giappone, Maria Gabriella si ammalò gravemente. Al loro ritorno in Baviera, fu sottoposta a un intervento chirurgico di appendicite. Si riprese completamente.

### Morte e successione bavarese
Il nonno di Rupprecht, Luitpold, era diventato de facto sovrano di Baviera re Re Ludwig II ed il suo successore re Otto I furono entrambi dichiarati pazzi nel 1886. La costituzione di Baviera fu modificata il 4 novembre 1913 per includere una clausola che specificava che, se una reggenza per ragione di una sopravvenuta incapacità durava da almeno dieci anni, senza alcuna aspettativa che il Re fosse mai in grado di regnare, il reggente poteva proclamare la fine della reggenza e assumere la corona egli stesso. Il giorno successivo, re Otto I di Baviera fu deposto dal padre di Rupprecht, il Principe Reggente Ludovico, che assunse poi il titolo di re Ludovico III. Il parlamento acconsentì il 6 novembre, e Ludovico III prestò giuramento costituzionale l'8 novembre. Rupprecht diventò il Principe della Corona.
Tuttavia, Maria Gabriella era morta per insufficienza renale l'anno precedente e non diventò mai Principessa dell Corona di Baviera. Suo marito sposò in seguito la cugina di Maria Gabriella, la Principessa Antonietta di Lussemburgo, il 26 agosto 1918.
Maria Gabriella fu sepolta nella Theatinerkirche a Monaco di Baviera accanto ai suoi figli deceduti. Il suo unico figlio a sopravvivere fino all'età adulta fu il suo secondo figlio maschio Alberto.

## Discendenza
La duchessa Maria Gabriella e Rupprecht, principe della Corona di Baviera ebbero:

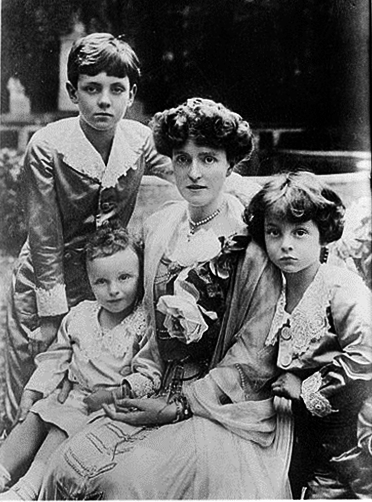
La Principessa Rupprecht di Baviera con i suoi tre figli maschi, Luitpoldo, Alberto, e Rodolfo, c.1912.

| Nome | Nascita           | Morte          | Note |
| --- | ----------------- | -------------- | --- |
| Da Rupprecht Maria Luitpold Ferdinand, Principe della Corona di Baviera (18 maggio 1869 - 2 agosto 1955; sposato il 10 luglio 1900 nella Chiesa di Corte alla Residenz, Munich) |                   |                | |
| Luitpoldo Massimiliano Ludovico Carlo di Baviera | 8 maggio 1901     | 27 agosto 1914 | morì in giovane età di polio |
| Irmingard Maria Teresa José Cecilia Adelaide Michela Antonia Adelgonda | 21 settembre 1902 | 21 aprile 1903 | morì nell'infanzia di difterite |
| Alberto Liutpoldo Ferdinando Michele | 3 maggio 1905     | 8 luglio 1996  | sposò prima, nel 1930, la Contessa Maria Draskovich von Traskotjan; si sposò poi, nel 1971, la Contessa Marie-Jenke von Buzin; ebbe figli |
| Rodolfo Federico Ruperto | 30 maggio 1909    | 26 giugno 1912 | morì nell'infanzia di diabete |

## Ascendenza
|                                           |                            |                                                                  | Genitori                                       |  |  | Nonni |  |  | Bisnonni               |  |  | Trisnonni            |  |
|                                           |                            |                                                                  |                                                |  |  |       |  |  | Pio Augusto in Baviera |  |  | Guglielmo in Baviera |  |
|                                           |                            |                                                                  |                                                |  |  |       |  |  | Pio Augusto in Baviera |  |  | Guglielmo in Baviera |  |
|                                           |                            | Maria Anna di Zweibrücken-Birkenfeld                             |                                                |  |  |       |  |  | Pio Augusto in Baviera |  |  |                      |  |
| Massimiliano Giuseppe in Baviera          |                            |                                                                  |                                                |  |  |       |  |  | Pio Augusto in Baviera |  |  |                      |  |
|                                           |                            | Amalia Luisa di Arenberg                                         | Louis-Marie, Duca di Arenberg                  |  |  |       |  |  |                        |  |  |                      |  |
|                                           |                            | Amalia Luisa di Arenberg                                         | Louis-Marie, Duca di Arenberg                  |  |  |       |  |  |                        |  |  |                      |  |
|                                           |                            | Amalia Luisa di Arenberg                                         | Marie Adélaïde Julie de Mailly                 |  |  |       |  |  |                        |  |  |                      |  |
| Carlo Teodoro in Baviera                  |                            | Amalia Luisa di Arenberg                                         |                                                |  |  |       |  |  |                        |  |  |                      |  |
|                                           |                            | Massimiliano I Giuseppe di Baviera                               | Federico Michele di Zweibrücken-Birkenfeld     |  |  |       |  |  |                        |  |  |                      |  |
|                                           |                            | Massimiliano I Giuseppe di Baviera                               | Federico Michele di Zweibrücken-Birkenfeld     |  |  |       |  |  |                        |  |  |                      |  |
|                                           |                            | Massimiliano I Giuseppe di Baviera                               | Maria Francesca del Palatinato-Sulzbach        |  |  |       |  |  |                        |  |  |                      |  |
| Ludovica di Baviera                       |                            | Massimiliano I Giuseppe di Baviera                               |                                                |  |  |       |  |  |                        |  |  |                      |  |
|                                           |                            | Carolina di Baden                                                | Carlo Luigi di Baden                           |  |  |       |  |  |                        |  |  |                      |  |
|                                           |                            | Carolina di Baden                                                | Carlo Luigi di Baden                           |  |  |       |  |  |                        |  |  |                      |  |
|                                           |                            | Carolina di Baden                                                | Amalia d'Assia-Darmstadt                       |  |  |       |  |  |                        |  |  |                      |  |
| Duchessa Maria Gabriella in Baviera       |                            | Carolina di Baden                                                |                                                |  |  |       |  |  |                        |  |  |                      |  |
|                                           | Giovanni VI del Portogallo | Pietro III del Portogallo                                        |                                                |  |  |       |  |  |                        |  |  |                      |  |
|                                           | Giovanni VI del Portogallo | Pietro III del Portogallo                                        |                                                |  |  |       |  |  |                        |  |  |                      |  |
|                                           | Giovanni VI del Portogallo | Maria I del Portogallo                                           |                                                |  |  |       |  |  |                        |  |  |                      |  |
| Michele I del Portogallo                  | Giovanni VI del Portogallo |                                                                  |                                                |  |  |       |  |  |                        |  |  |                      |  |
|                                           |                            | Carlotta Gioacchina di Spagna                                    | Carlo IV di Spagna                             |  |  |       |  |  |                        |  |  |                      |  |
|                                           |                            | Carlotta Gioacchina di Spagna                                    | Carlo IV di Spagna                             |  |  |       |  |  |                        |  |  |                      |  |
|                                           |                            | Carlotta Gioacchina di Spagna                                    | Maria Luisa di Parma                           |  |  |       |  |  |                        |  |  |                      |  |
| Infanta Maria José di Portogallo          |                            | Carlotta Gioacchina di Spagna                                    |                                                |  |  |       |  |  |                        |  |  |                      |  |
|                                           |                            | Costantino, Principe Ereditario di Löwenstein-Wertheim-Rosenberg | Carlo Tommaso di Löwenstein-Wertheim-Rosenberg |  |  |       |  |  |                        |  |  |                      |  |
|                                           |                            | Costantino, Principe Ereditario di Löwenstein-Wertheim-Rosenberg | Carlo Tommaso di Löwenstein-Wertheim-Rosenberg |  |  |       |  |  |                        |  |  |                      |  |
|                                           |                            | Costantino, Principe Ereditario di Löwenstein-Wertheim-Rosenberg | Sofia di Windisch-Grätz                        |  |  |       |  |  |                        |  |  |                      |  |
| Adelaide di Löwenstein-Wertheim-Rosenberg |                            | Costantino, Principe Ereditario di Löwenstein-Wertheim-Rosenberg |                                                |  |  |       |  |  |                        |  |  |                      |  |
|                                           |                            | Agnese di Hohenlohe-Langenburg                                   | Carlo Ludovico I di Hohenlohe-Langenburg       |  |  |       |  |  |                        |  |  |                      |  |
|                                           |                            | Agnese di Hohenlohe-Langenburg                                   | Carlo Ludovico I di Hohenlohe-Langenburg       |  |  |       |  |  |                        |  |  |                      |  |
|                                           |                            | Agnese di Hohenlohe-Langenburg                                   | Amalia Enrichetta di Solms-Baruth              |  |  |       |  |  |                        |  |  |                      |  |
|                                           |                            | Agnese di Hohenlohe-Langenburg                                   |                                                |  |  |       |  |  |                        |  |  |                      |  |